# Moto Guzzi MGS-01 Corsa
La Moto Guzzi MGS-01 Corsa es una motocicleta de competición creada por la compañía italiana Moto Guzzi.

## Características
La MGS-01 recibe su nombre de la denominación «Moto Guzzi Sport 01». Fue presentada como prototipo en la Intermot Expo del año 2002, llegando a la producción dos años después. Se vendieron un total de aproximadamente 150 unidades, con un éxito en competición no desdeñable, ganando dos años consecutivos la competición Battle of the Twins y en una ocasión el campeonato italiano de Supertwins.
La producción y desarrollo de la MGS-01, así como de una posible versión de calle se vieron detenidas no mucho tiempo después de la adquisición de Moto Guzzi por parte de Piaggio, en diciembre de 2004, aunque la línea de producción no fue desmantelada y sigue siendo posible una producción por encargo.